# Acromitostoma
Genre
Synonymes
- Hispanostoma Kratochvíl, 1958

Acromitostoma est un genre d'opilions dyspnois de la famille des Nemastomatidae.

## Distribution
Les espèces de ce genre se rencontrent en Espagne et au Maroc.

## Liste des espèces
Selon World Catalogue of Opiliones (23/04/2021) :
- Acromitostoma hispanum (Roewer, 1919)
- Acromitostoma rhinoceros (Roewer, 1919)

## Publication originale
- Roewer, 1951 : « Über Nemastomatiden. Weitere Weberknechte XVI. » Senckenbergiana, vol. 32, p. 95–153.